# 프라하성

정면 입구에서 바라본 프라하 성의 모습. 왼쪽 뒤로 성 비투스 성당이 높이 솟아 있다. 가운데 입구 양쪽 기둥에는 체코 국기가 걸려 있고 오른쪽 건물 위에는 대통령을 상징하는 깃발이 걸려있다. 대통령이 현재 국내에 있다는 것을 뜻한다.

프라하성(체코어: Pražský hrad 프라슈스키 흐라트[*])은 체코의 수도인 프라하에 블타바 강의 서쪽 언덕에 자리 잡고 있는 성으로 프라하의 초기 역사부터 존재해 왔으며 프라하의 상징이자 체코의 상징이다. 체코의 왕들과 신성 로마 제국의 황제들이 이곳에서 통치를 했으며 현재는 체코 공화국의 대통령 관저가 이곳에 자리잡고 있다.
프라하 성은 기네스북에 따르면 세계에서 가장 큰 옛성이다. 길이는 약 570 미터, 폭은 약 130 미터에 달한다. 프라하 성은 체코의 주요 관광명소 중 하나로 매년 약 180만 명의 관광객이 찾고 있다.

## 역사

### 프르셰미슬 요새
프라하 성의 역사는 870년 성모 마리아 성당이 건설되면서 시작된다. 10세기 초 보헤미아의 브라티슬라프 1세와 바츨라프 1세 공작의 치세 때 성 비투스 대성당과 성 게오르기우스 성당이 건설됐다.
보헤미아의 첫 수녀원은 성 게오르기우스 성당 옆에 세워졌다. 12세기에는 로마네스크 양식의 궁전이 건설됐다.

### 중세시대
보헤미아의 왕 오타카르 2세는 프라하성을 요새화하고 궁전을 새로 지었다.

## 성의 내부와 주변 공사

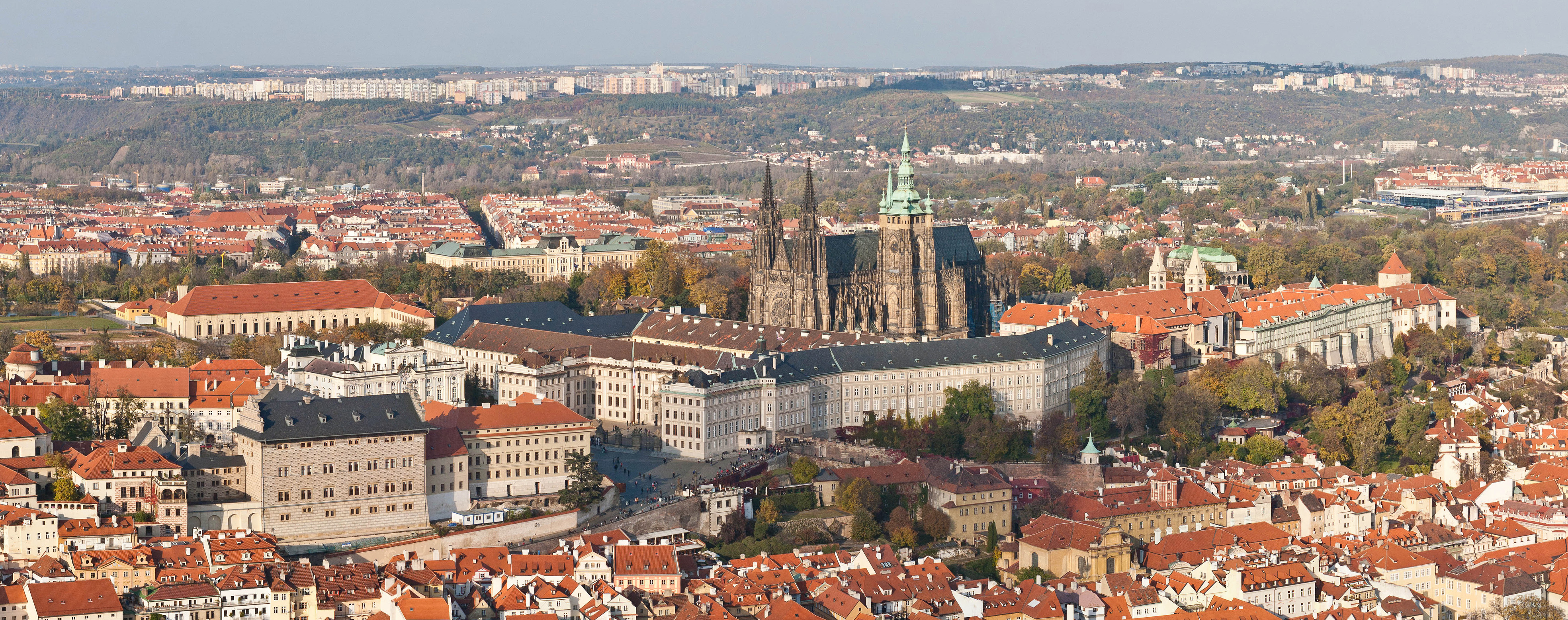
프라하 성의 전망

프라하 성 안과 주변에는 다음과 같은 건축물 또는 공간이 있다. 관광 코스로 개방되어 있는 장소도 있고 전시회, 연회, 공연 등의 행사를 위해 사용되는 공간도 있다.

### 성당
- 성 비투스 대성당 (카테드랄라 스바테호 비타 Katedrála sv. Víta)
- 성 그레고리 수도원과 공회당 (Bazilika a klášter sv. Jiří)

### 궁전
- 옛 궁전 (Starý královský palác)
- 왕실 여름 궁전 (크랄로프스카 레토흐라데크 Královský letohrádek)
- 롭코비츠 궁전 (롭코비츠키 팔라츠 Lobkovický palác)
- 새 궁전
  - 스페인 홀 (슈파넬스키 살 Španělský sál)
  - 루돌프 미술관 (루돌포바 갈레리에 Rudolfova galerie)

### 기타
- 달리보르카 (Daliborka) = 달리보르 탑
- 화약탑 (프라슈나 베시 Prašná věž) - 미훌카(Mihulka)
- 황금소로 (즐라타 울리치카 Zlatá ulička)
- 성 관리청 (Nejvyšší purkrabství) - 성의 관리를 맡은 최고 책임자의 집무실
- 공놀이하는 곳 (미초브나 Míčovna)
- 승마장 (이즈다르나 Jízdárna)
- 황실 마구간 (치사르슈스카 코니르나 Císařská konírna)
- 프라하 성 미술관 (오브라자르나 프라슈스케호 흐라두 Obrazárna Pražského hradu)

### 정원
- 왕실 정원 (크랄로프스카 자흐라다 Královská zahrada)
- 남쪽 정원 (이지니 자흐라다 Jižní zahrady)

## 사진

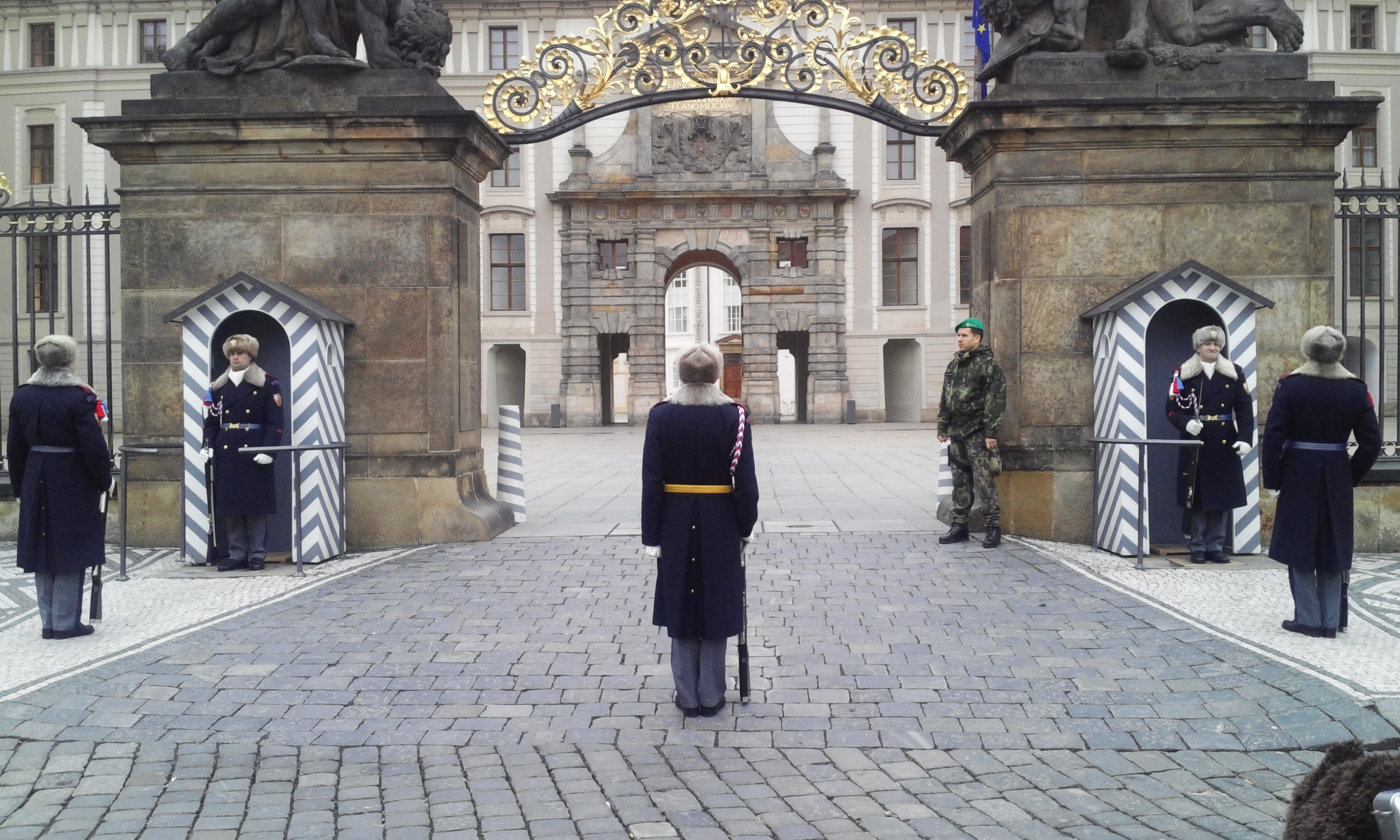
프라하 성의 근위병 교대식
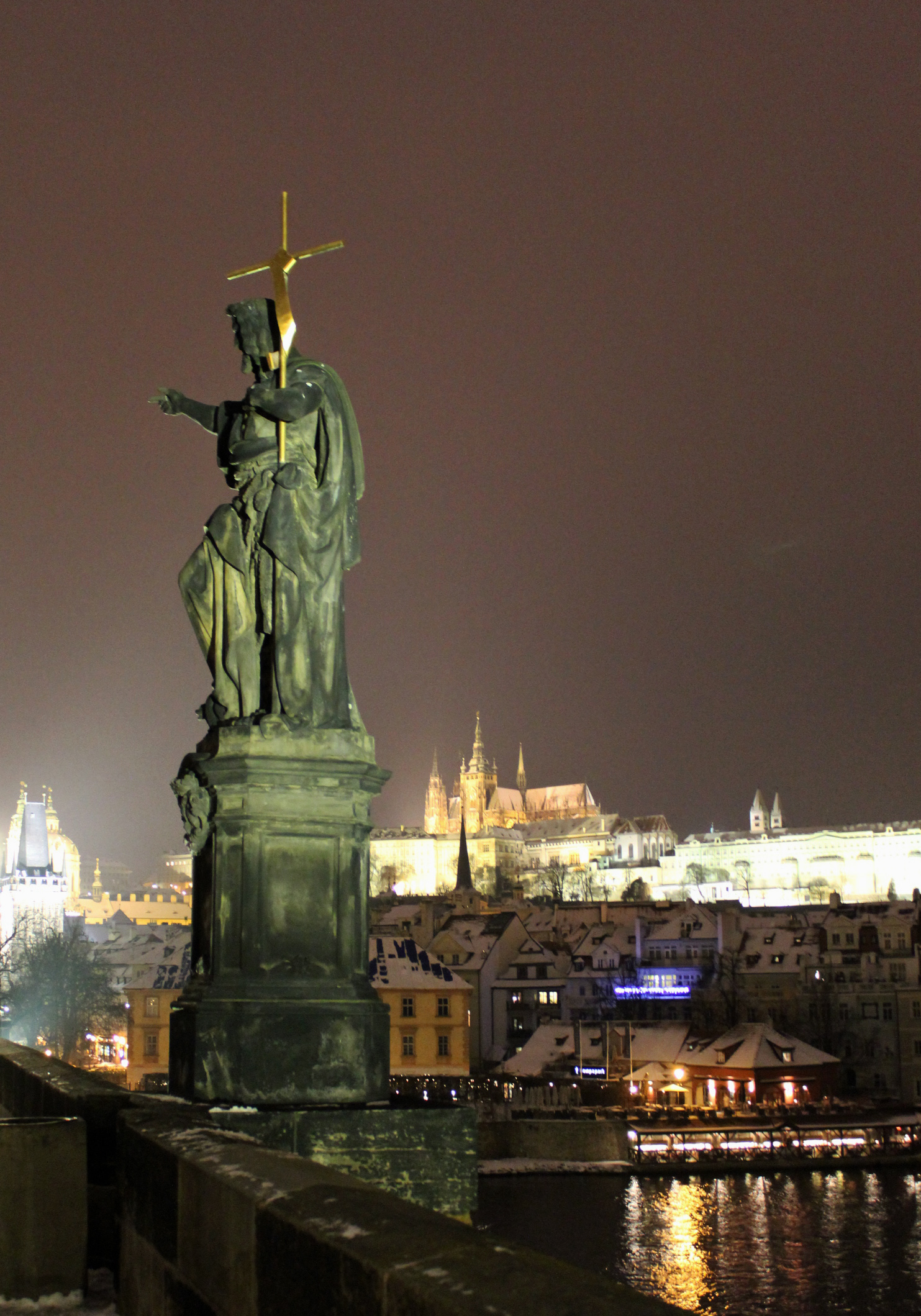
2013년 1월 카를교에서 바라본 프라하성